# روابط ایران و سریر مقدس
روابط ایران و واتیکان به مجموعه روابط سیاسی بین واتیکان و ایران گفته می‌شود که در تاریخ معاصر ایران، دارای فراز و نشیب‌هایی بوده‌است.
با وجود روابط رسمی و دوستانه میان واتیکان و ایران، هیچ پاپی تاکنون به ایران سفر رسمی نداشته باشد.

## دوران صفوی
در سال ۱۶۰۱ (میلادی) شاه عباس بزرگ هیأتی رسمی از دودمان صفوی را به سرپرستی حسینعلی بیگ بیات به رم فرستاد تا با هدف ایجاد اتحاد علیه امپراتوری عثمانی با پاپ کلمنت هشتم دیدار کند. این دیدار یکی از نخستین نمونه‌های ارتباط میان تشیع و کاتولیسیسم بود.

## دوره پهلوی
در سال ۱۹۶۰ محمدرضا پهلوی با پاپ ژان بیست‌وسوم در واتیکان دیدار کرده بود که نشانه‌ای از دوران گسترش دیپلماسی فرهنگی میان ایران و اروپا بود.
آخرین دیدار مقامات دو دولت، به دیدار محمدرضا پهلوی و پاپ پل ششم به نوامبر ۱۹۷۰ در تهران باز می‌گردد. این سفر، یک بازدید رسمی نبود. پاپ پل ششم در مسیر سفر آسیایی خود، توقف کوتاهی در تهران داشت و در آن هنگام با محمدرضا پهلوی دیدار کرد. اما برنامه‌ای برای انجام مراسم مذهبی یا بازدید از اماکن مسیحی ایران نداشت. این سفر یک بازدید شبانی نبود.

## دوره جمهوری اسلامی
ساختار سیاسی جمهوری اسلامی ایران با رهبری روحانیون شیعه باعث می‌شود سفر پاپ به ایران، با ملاحظات زیادی همراه باشد.
نخستین دیدار رسمی مقامات جمهوری اسلامی ایران و واتیکان به سال ۱۹۹۹ (میلادی) و دیدار سید محمد خاتمی با ژان پل دوم در مقر واتیکان باز می‌گردد. در آن زمان، خاتمی سعی داشت نظریه گفتگوی تمدن‌های خود را عملیاتی سازد. از اینرو به ملاقات رهبر کاتولیک‌های جهان رفت. در آن دیدار دوستانه، پاپ یک نقاشی مذهبی به خاتمی داد و رئیس‌جمهور ایران مجموعه تلویزیونی مردان آنجلس، یک جلد دیوان حافظ و یک قالیچه نفیس ایرانی را به‌عنوان هدیه اهدا کرد که آن قالیچه بعداً یکی از تزئینات کلیسای جامع سینت مارکو شد. پس از حملات ۱۱ سپتامبر این دو نفر، یک گفتگوی تلفنی با یکدیگر انجام داده و بر حفظ دوستی بین مسلمانان و مسیحیان تأکید کردند. خاتمی چند سال بعد و در ۱۹ فروردین ۱۳۸۴ برای مراسم خاکسپاری پاپ ژان پل دوم برای دومین بار به واتیکان سفر کرد. خاتمی در اردیبهشت ۱۳۸۶ برای سومین بار و اینبار به عنوان نماینده مذهبی و فرهنگی ایران با پاپ بندیکت شانزدهم دیدار کرد و به لزوم مقابله با اختلاف‌افکنی میان ادیان و مذاهب تأکید کرد.
با روی کار آمدن محمود احمدی‌نژاد روابط ایران با کشورهای غربی، رو به تیرگی نهاد. برنامه هسته‌ای ایران و  ایجاد ایرانی مستقل و توانمند که توسط احمدی‌نژاد مطرح شد، موجب نارضایتی مقامات واتیکان از سیاست‌های ایران شد. همچنین درخواست دیدار احمدی‌نژاد با پاپ بندیکت در خلال سفر احمدی‌نژاد به رم و دعوت‌های رسمی احمدی‌نژاد از پاپ بندیکت برای سفر به ایران در سال‌های ۱۳۹۰ و ۱۳۹۱ با پاسخ منفی واتیکان روبرو شد.
حسن روحانی دومین رئیس‌جمهور ایران بود که توانست با پاپ دیدار کند. این دیدار در خلال سفر روحانی به ایتالیا و در ۶ بهمن ۱۳۹۴ انجام شد. محور اصلی گفتگوهای روحانی و پاپ فرانسیس، منازعات موجود در خاورمیانه در آن سال‌ها بود و پاپ از ایران خواسته که نقش مؤثرتری در ایجاد صلح ایفا کند. روحانی به رسم سوغات، یک قالی قم به پاپ هدیه داد. در پایان این دیدار، روحانی از پاپ خواست که برای موفق شدن در این راه برایش دعا کند. همچنین پاپ فرانسیس در سخنرانی سالانه خود در واتیکان به توافق برجام اشاره کرد و آن را مهم و امیدوارکننده توصیف کرد.